# Agrius luctifera
Agrius luctifera är en fjärilsart som beskrevs av Walker 1864. Agrius luctifera ingår i släktet Agrius och familjen svärmare. Inga underarter finns listade i Catalogue of Life.